# About a Woman
About a Woman è il settimo album in studio del musicista country statunitense Thomas Rhett pubblicato il 23 agosto 2024 per l'etichetta Valory. Il singolo principale dell'album, Beautiful as You, è uscito il 13 maggio 2024.

## Contenuto e registrazione
Thomas Rhett ha co-scritto 13 delle 14 tracce di About a Woman, e i collaboratori di lunga data Julian Bunetta e Dan Huff sono stati i produttori esecutivi dell'album. Rhett, che ha iniziato a lavorare all'album nell'aprile 2023, ha notato che l'ispirazione del titolo proveniva da sua moglie Lauren e dal suo impegno nei suoi confronti. Ha descritto il processo di registrazione dell'album come se volesse "trasmettere gioia e divertimento con questo progetto e far commuovere davvero le persone". L'album è in gran parte descritto come up-tempo, con la traccia di chiusura, I Could Spend Forever Loving You, che è la sua unica ballata. La traccia Don't Wanna Dance interpola I Wanna Dance with Somebody (Who Loves Me) di Whitney Houston, uno dei tanti esempi dell'influenza dell'album di "suoni retrò anni '80 e ritmi martellanti" su una base country più organica.

## Tracce
1. Fool – 3:00 (Thomas Rhett, Rocky Block, Julian Bunetta, John Byron, Alexander Izquiero, Zaire Kelsey, Ryan Vojtesak)
2. Overdrive – 3:38 (Rhett, Bunetta, Jacob Kasher Hindlin, John Ryan)
3. Gone Country – 2:43 (Rhett, Block, Bunetta, Byron, Hindlin, Joe Reeves, Vojtesak)
4. Beautiful as You – 2:43 (Rhett, Bunetta, Joshua Coleman, Izquierdo, Hindlin, Kelsey, Ryan)
5. Can't Love You Anymore – 3:34 (Rhett, Bunetta, Hindlin, Ryan)
6. After All the Bars Are Closed – 3:11 (Rhett, Bunetta, Byron, Jaxson Free, Hindlin)
7. Church – 3:24 (Rhett, Andy Albert, Jordan Minton, Mark Trussell)
8. Back to Blue – 2:50 (Rhett, Bunetta, Andrew Haas, Ryan)
9. Country for California – 3:37 (Will Bundy, Rodney Clawson, John Morgan, Justin Wilson)
10. Somethin' 'bout a Woman – 3:30 (Rhett, Bunetta, Haas, Ryan)
11. What Could Go Right – 3:31 (Rhett, Block, Byron, Josh Kerr)
12. Boots – 2:25 (RhettBunettaHaasRyan)
13. Don't Wanna Dance – 2:58 (Rhett, Matt Dragstrem, Ryan Hurd, George Merrill, Shannon Rubicam)
14. I Could Spend Forever Loving You – 2:48 (Rhett, Mark Holman, Huff)